# The City of Lost Souls
The City of Lost Souls (en japonés: 漂流街 THE HAZARD CITY, Hyōryū-gai?) también conocida como The City of Strangers o The Hazard City, es una película de acción japonesa de 2000 dirigida por Takashi Miike y basada en una novela de Hase Seishu.

## Argumento
Mario, un chico brasileño afincado en Japón, ataca un autobús escoltado por la policía que se dispone a repatriar a un grupo de inmigrantes chinos, entre los que se encuentra Kei, su novia. Después de una atrevida fuga en helicóptero, Mario y Kei se refugian en la comunidad brasileña que vive en Shinjuku.
Tras la pista de los chicos está Ko, un jefe de la Tríada china, enamorado de Kei, que destruye los pasaportes falsos de los dos. Mario y Kei deciden entonces robar un garito de juego ilegal especializado en peleas de gallos y el garito pertenece a la yakuza. Viéndose cada vez más atrapados en Japón, deberán hallar la manera de poder escapar de la isla esquivando tanto a la mafia, que les busca para ajustarles las cuentas, como a la policía, que quiere recuperar a la detenida.

## Reparto
| Actor               | Papel                      |
| ------------------- | -------------------------- |
| Teah                | Mario                      |
| Michelle Reis       | Kei                        |
| Patricia Manterola  | Lucía                      |
| Mitsuhiro Oikawa    | Ko                         |
| Kōji Kikkawa        | Fushimi                    |
| Ren Osugi           |                            |
| Akaji Maro          |                            |
| Anatoli Krasnov     | Khodoloskii                |
| Sebastian DeVicente | Rikardo                    |
| Terence Yin         | Riku                       |
| Atsushi Okuno       | Carlos                     |
| Akira Emoto         | Kuwata                     |
| Eugene Nomura       | Yamazaki                   |
| Marcio Rosario      | Sánchez                    |
| Ryuushi Mizukami    | Ide                        |
| Takeshi Nakajima    |                            |
| Tokitoshi Shiota    | Dueño de un pollo golpeado |

## Otros créditos
- Producido por: Kazunari Hashiguchi, Toshiki Kimura y Hiroshi Yamamoto.
- Productor ejecutivo; Yasuyoshi Tokuma.
- Planificación: Tsutomu Tsuchikawa (Daiei)
- Casting: Donna Brower.
- Diseño de producción (arte): Akira Ishige.
- Dirección de arte: Reiko Kobayashi.
- Asistente de dirección: Masato Tanno.
- Decoradora de escenarios de USA: Isabelle Stamper.
- Sonido: Kenji Shibazaki.

## Lanzamiento
The City of Lost Souls fue estrenada el 15 de septiembre de 2000 en el Festival Internacional de Cine de Toronto en Canadá, y el 11 de noviembre de 2000 en los cines de Japón. Fue lanzada en VHS en 2001 en Japón, editada por Daiei Co y distribuida por Tokuma Japan Communications,y en DVD editado por Daiei Co y Toshiba Digital Frontiers, y distribuido por Tokuma Japan Communications.También se lanzó en VHS y DVD en otros países por diferentes distribuidoras,y en Blu-ray fue publicado en Francia, siendo parte de una caja con más obras de Miike, titulado: Test Blu-ray : Coffret Takashi Miike por Spectrum.Algunas ediciones contenían algún extra, como: 
- Entrevista a Takashi Miike (Aproximadamente 10 min.)
- Making of (Aproximadamente 5:40 min.)

## Recepción
En una reseña de Midnight Eye, Jasper Sharp, comento: «Aunque los detalles más finos de la historia a menudo quedan por debajo de la grandilocuencia en pantalla, con demasiados personajes compitiendo por la atención para que algo signifique mucho, el resultado final nunca es aburrido. Colorido y exótico o desordenado y caótico, incluso si el todo nunca logra sumar la suma de sus partes y carece del peso de algunos de sus trabajos anteriores, Takashi Miike en el control de crucero sigue siendo una fuerza devastadora. Sólo nos queda esperar el día en que el resto del mundo se ponga al día».
Ross Chen en una reseña para LoveHKFilm, escribió: «The City of Lost Souls es una película que podría haberse desmoronado fácilmente debido a su propia filosofía irónica de que todo vale, pero en verdad, la película se mantiene notablemente bien. Claro, a veces la credibilidad se descarta en favor de una acción extraña o una comedia, pero Miike lo hace tan bien que ni siquiera te importa».
Adam Symchuk en una reseña para Asian Movie Pulse, escribió: «The City of Lost Souls de Takashi Miike, si bien contiene algunos momentos divertidos que abrazan el sentido del humor a menudo oscuro y exagerado del director, fracasa en muchos aspectos y, hasta cierto punto, muestra una falta de profundidad o inteligencia, que los fanáticos del trabajo de Miike sabrán, no es una verdadera representación del talento del director. Quizás la mayor ofensa de la película viene en el guion, además de ser innecesariamente complicado y crear personajes aburridos y poco inspiradores, hay algunos momentos que se destacan como bastante insensibles, un concepto que normalmente no me molesta a menos que vaya en contra del contexto de la película».